# Keltische Harfe

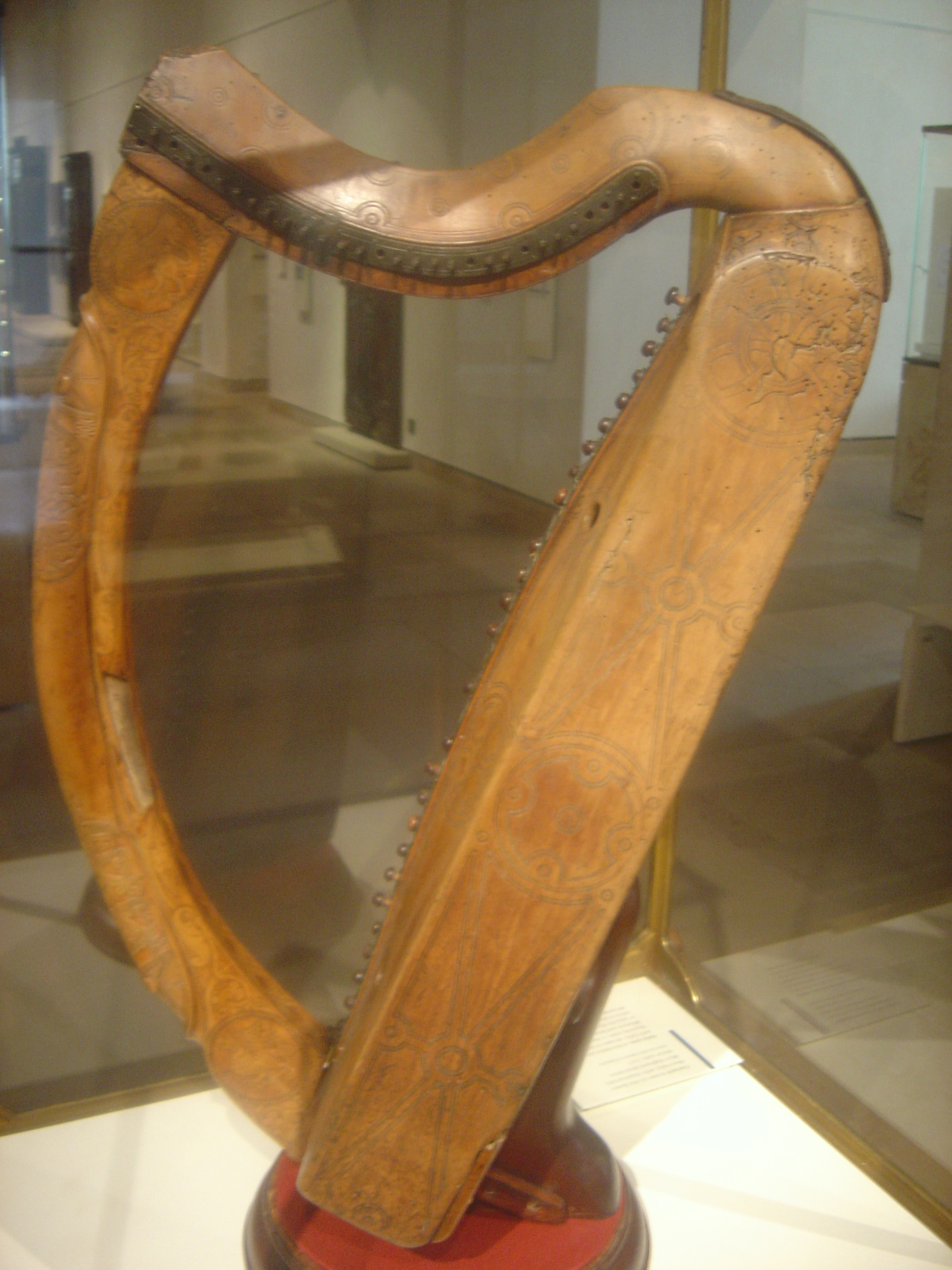
Keltische clàrsach-Harfe aus dem 15. Jahrhundert (Museum of Scotland in Edinburgh)

Als keltische Harfe, auch gälische oder irische Harfe, schottisch-gälisch clàrsach, irisch cláirseach, bretonisch telenn, walisisch telyn werden traditionelle Harfen aus Irland, der Bretagne, Wales und Schottland bezeichnet, die vor allem durch die typische gebogene Form der Säule auffallen. Die Form des Korpus variiert zwischen der einfachen Kastenform und Formen mit abgerundetem Rücken.
Die Stimmung ist meist diatonisch. Es gibt auch keltische Hakenharfen, mit denen ein chromatisches Spiel möglich ist und diatonische und chromatische keltische Doppelharfen.
Das irische Harfenspiel wurde 2019 in die UNESCO-Liste des immateriellen Kulturerbes der Menschheit aufgenommen.

## Herkunft

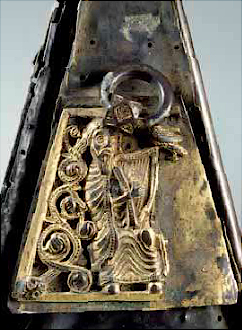
Einband des Maedoc-Buches (Irland, um 1000): Die älteste bekannte Darstellung einer irischen Harfe

Die ältesten ganz oder teilweise erhaltenen europäischen Harfen stammen aus Irland und Schottland. Sie werden in das 14./15. Jahrhundert datiert. Aufgrund der künstlerischen Gestaltung wird angenommen, dass sie in Argyll in Südwest-Schottland gefertigt wurden.
Diese historischen Harfen sind mit Saiten aus Bronze über einem massiven Resonanzkörper aus Weidenholz bespannt. Die verstärkte Säule ist gekrümmt und der Hals mit Schnitzereien verziert und von breiten Messingbändern flankiert. Man geht davon aus, dass sie mit den Fingernägeln gespielt wurde.
Eine dieser mittelalterlichen Harfen, die oft romantisch als „Harfe von Brian Boru“ bezeichnet wird, befindet sich in der Bibliothek des Trinity College in Dublin. Zwei weitere, die „Königin-Mary-Harfe“ und die „Lamont-Harfe“, befinden sich im Schottischen Nationalmuseum in Edinburgh.
Es gibt noch mindestens 15 weitere frühe keltische Harfen, die aus nachmittelalterlichen Zeiten bis 1800 stammen. Obwohl sich die meisten in Irland befinden und für gewöhnlich angenommen wird, diese seien irischen Ursprungs, könnten sie ebenso aus Schottland stammen.

## Moderne keltische Harfen

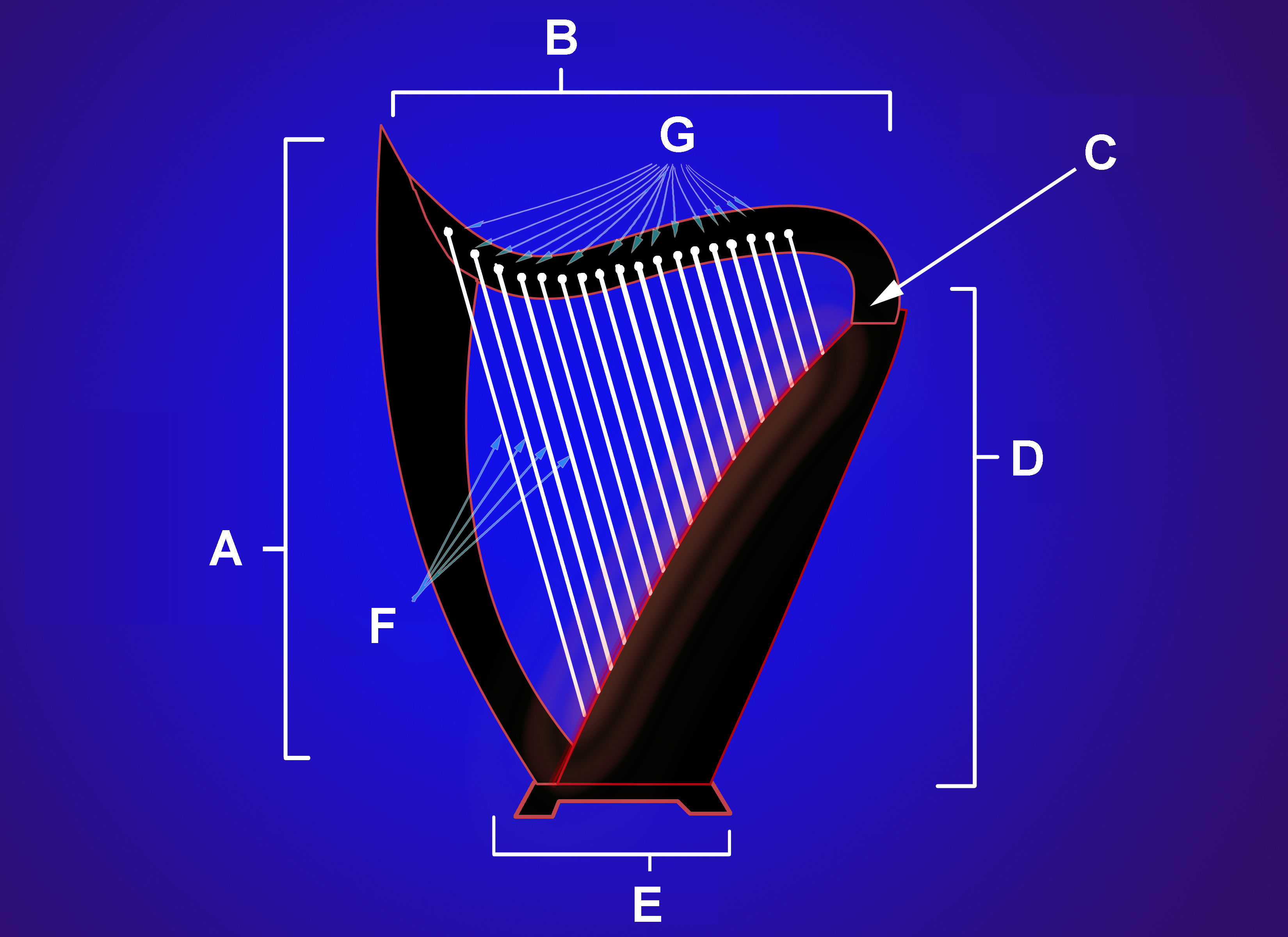
Schematischer Aufbau einer keltischen Harfe. A: Säule, B: Hals, C: Resonanzboden, D: Korpus, E: Fuß, F: Saiten, G: Stimmwirbel.

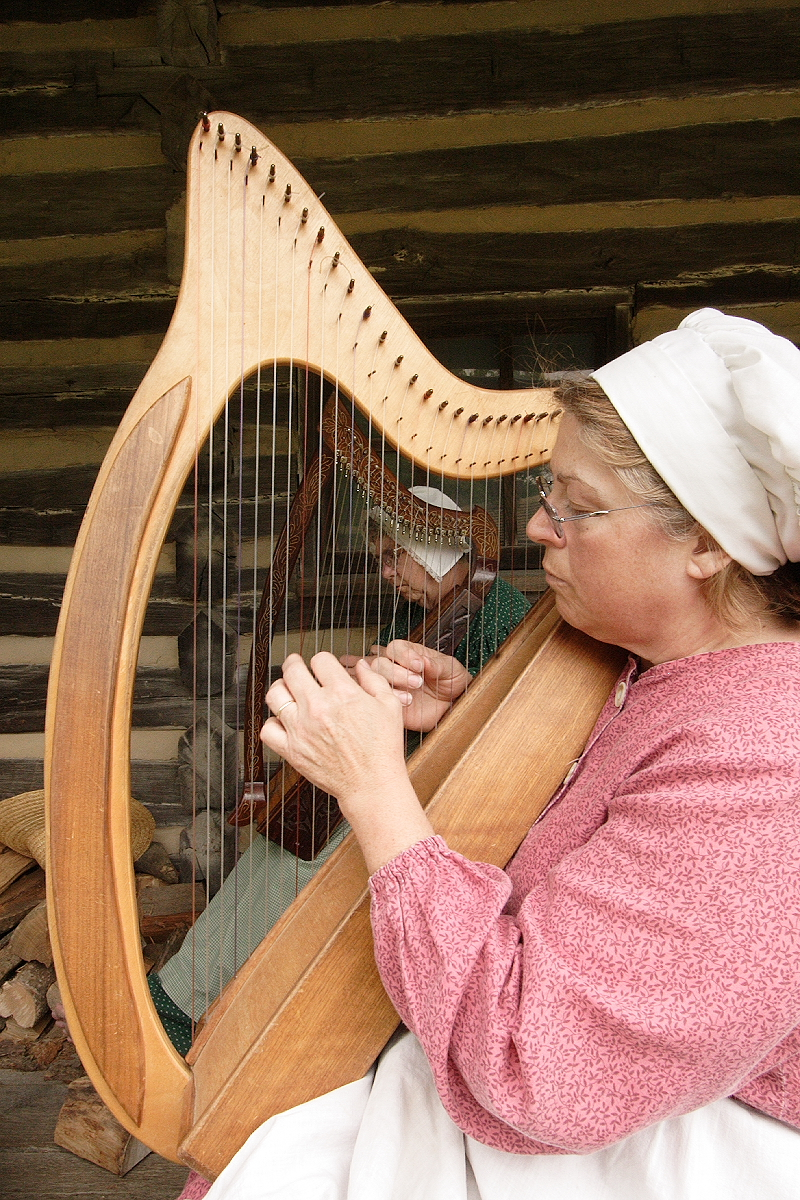
Moderne keltische Harfe.

Moderne keltische Harfen sind oft Nachbauten historischer Instrumente wie der „Königin-Mary-Harfe“ oder der „Sirr-Harfe“.

Diese Harfen sind zwischen 0,7 und 1,6 m hoch und haben bis zu 34 diatonisch gestimmte Nylon-, Carbon- oder Darmsaiten. Das bedeutet im Gegensatz zur Konzertharfe einen geringeren Tonumfang im Bassbereich. Sogenannte Schoßharfen haben 26 Saiten. Die Saiten sind etwas weniger stark gespannt und verlaufen enger zueinander. Der Resonanzboden ist gerade, der Saitenstellwinkel zum Resonanzkörper entspricht dem der Konzertharfe. 

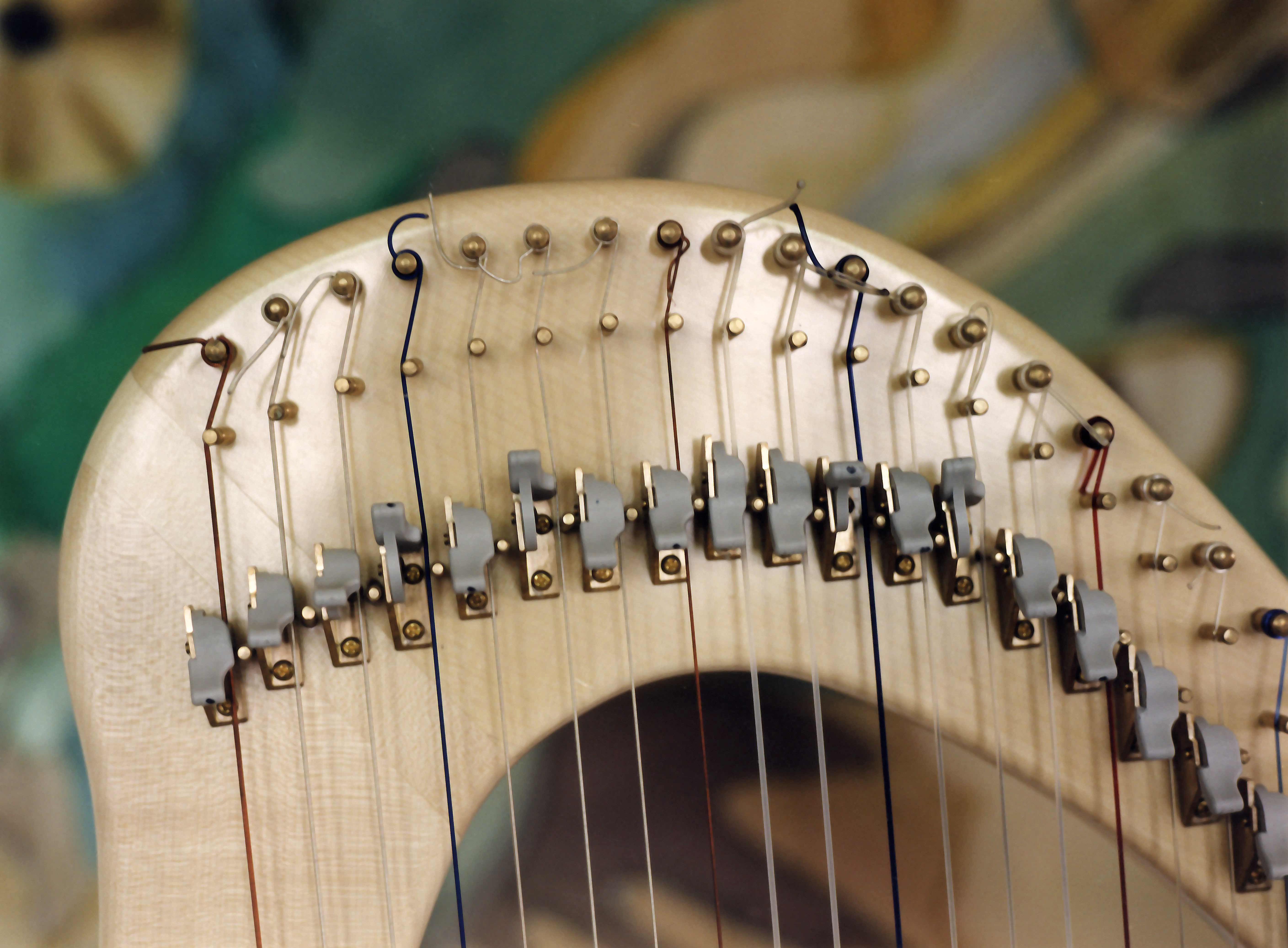
Moderne Hakenmechanik.

Als Baumaterial wird für die tragenden Teile Kirsche, Ahorn, Nußholz, selten Birnenholz und Eiche verwendet. Die Resonanzdecke ist in der Regel Fichte (quergemasert), selten auch mit Furnier überzogen.
Die Spieltechniken der meisten Instrumentalisten unterscheiden sich nur marginal von denen der Konzertharfe, seltener wird das Instrument auch wieder mit den Fingernägeln gespielt. In Irland wird diese Harfe auf Grund der „Neuerung“, Darm-, Carbon- oder Nylonsaiten an Stelle von Bronze oder anderem Metall zu verwenden, als neo-Irish harp bezeichnet.
Das Instrument wird seit den 1980er Jahren wieder in Europa und Nordamerika gespielt, nachdem Alan Stivell und Myrdhin in der Bretagne, Mary MacMaster in Schottland und Rüdiger Oppermann in Deutschland und Frankreich das Instrument wieder populär machten. Keltische Harfen werden als Einzelstück oder industriell in Japan, Italien, Frankreich, Pakistan und in den USA gefertigt.

## Einfluss der walisischen Tripelharfe
Neben der meist diatonisch gestimmten Cláirseach entwickelte sich auch eine chromatisch gestimmte Variante des Instruments. Vermutlich durch italienischen Einfluss etablierte sich in Wales die walisische Tripelharfe, die auch in Irland Verwendung fand. Erwähnenswert ist hier das Saitenmaterial: im Diskant Bronze, und im Bass Silber oder Gold. Durch Walzen wurde das Metall verdichtet und erhielt zusätzliche Zugfestigkeit.

## Symbol

Keltische Harfe auf der irischen 1-Euro-Münze

Die Keltische Harfe ist das Nationalinstrument von Schottland und Irland. Als Symbol Irlands war sie auf den irischen Pfundmünzen abgebildet. Heute findet sie sich auf den irischen Euromünzen. Außerdem befindet sie sich im Wappen der Republik Irland und auf dem Royal Standard. Auch die irische Fluggesellschaft Ryanair benutzt die Harfe im Logo. Die 2009 fertiggestellte Samuel Beckett Bridge in Dublin ist eine Schrägseilbrücke in Form einer Harfe.